# Axel Käller
Axel Gunnar Käller, född 24 juni 1905 i Borlänge, död 6 januari 1986 i Falun, var en svensk konstnär. 
Han var son till stenhuggaren Johannes Käller och Karolina Hjort och från 1947 gift med Ingrid Glasell, Han arbetade först som gjutare hos Skoogs i Borlänge och utvecklade sitt konstnärskap på fritiden tillsammans med sina kamrater i Borlänge konstnärsklubb. Han tog tjänstledigt från sitt arbete 1945 för att under ett års tid kunna studera konst för  Nils Nilsson vid Valands målarskola i Göteborg studierna utökades med ytterligare ett år och därefter studerade han vid Académie Julian i Paris 1950 och under studieresor till Köpenhamn, Oslo, Frankrike och Lofoten. Separat ställde han ut på Falu stads konsthall 1949 och på Konstnärshuset i Stockholm 1955. Han medverkade i samlingsutställningar med Sveriges allmänna konstförening och årligen i Dalarnas konstförenings utställningar. Hans konst består av stilleben, figurframställningar och landskap i vårdräkt. Makarna Käller är begravda på Hosjö kyrkogård.